# David Vega Hernández
David Vega Hernández (Telde, España 23 de junio de 1994) es un tenista español nacido en Las Palmas de Gran Canaria. Actualmente reside en Barcelona desde 2021 dónde entrena en la Emilio Sánchez Academy del extenista Emilio Sánchez-Vicario. 
David cuenta con 5 títulos ATP.

## Trayectoria
Su ranking ATP más alto en individuales es el número 403, logrado el 21 de julio de 2014. En dobles, su ranking ATP más alto es el número 28, logrado el 20 de abril de 2023.
Tiene 5 títulos ATP
2021 Umag (tierra batida)
2022 Marrakech (tierra batida)
2022 Mallorca (hierba)
2022 Bastad (tierra batida)
2022 Sofía (dura)
En 2022 jugó dos finales en el ATP 250 de Múnich y en el ATP 500 de Tokio. 
También cuenta con 12 títulos challenger en su trayectoria como doblista. 
Vega Hernández hizo su debut en dobles en el cuadro principal de un Grand Slam en el Torneo de Roland Garros 2019, junto a Álex de Miñaur. En individuales hizo su debut en el cuadro principal de un torneo ATP en el Estoril Open 2015, ingresando como perdedor afortunado (lucky loser).

## Títulos ATP (5; 0+5)

### Dobles (5)
| Leyenda                         |
| Grand Slam (0)                  |
| ATP Wourld Tour Finals (0)      |
| ATP Masters 1000 World Tour (0) |
| ATP World Tour 500 series (0)   |
| ATP World Tour 250 series (5)   |

| No. | Fecha                | Torneo    | Superficie    | Pareja           | Oponentes en la final          | Resultado              |
| --- | -------------------- | --------- | ------------- | ---------------- | ------------------------------ | ---------------------- |
| 1.  | 24 de julio de 2021  | Umag      | Tierra batida | Fernando Romboli | Tomislav Brkić Nikola Čačić    | 6-3, 7-5               |
| 2.  | 9 de abril de 2022   | Marrakech | Tierra batida | Rafael Matos     | Andrea Vavassori Jan Zieliński | 6-1, 7-5               |
| 3.  | 25 de junio de 2022  | Mallorca  | Hierba        | Rafael Matos     | Ariel Behar Gonzalo Escobar    | 7-6(5), 6-7(6), [10-1] |
| 4.  | 17 de julio de 2022  | Bastad    | Tierra batida | Rafael Matos     | Simone Bolelli Fabio Fognini   | 6-4, 3-6, [13-11]      |
| 5.  | 2 de octubre de 2022 | Sofía     | Dura (i)      | Rafael Matos     | Fabian Fallert Oscar Otte      | 3-6, 7-5, [10-8]       |

#### Finalista (2)
| N.º | Fecha                | Torneos | Superficie    | Pareja       | Oponentes en la final           | Resultado        |
| --- | -------------------- | ------- | ------------- | ------------ | ------------------------------- | ---------------- |
| 1.  | 1 de mayo de 2022    | Múnich  | Tierra batida | Rafael Matos | Kevin Krawietz Andreas Mies     | 6-4, 4-6, [7-10] |
| 2.  | 9 de octubre de 2022 | Tokio   | Dura          | Rafael Matos | Mackenzie McDonald Marcelo Melo | 4-6, 6-3, [4-10] |

## Títulos Challenger; 14 (0 + 14)
| Leyenda             | Individuales | Dobles |
| ------------------- | ------------ | ------ |
| ATP Challenger Tour | 0            | 14     |

### Dobles
| N.º | Fecha                   | Torneo                            | Superficie    | Compañero            | Oponentes en la final                       | Resultado           |
| --- | ----------------------- | --------------------------------- | ------------- | -------------------- | ------------------------------------------- | ------------------- |
| 1.  | 23.06.2018              | Challenger de Blois               | Tierra batida | Fabrício Neis        | Hsieh Cheng-peng Rameez Junaid              | 7–6(4), 6–1         |
| 2.  | 07.07.2018              | Challenger de Marburgo            | Tierra batida | Fabrício Neis        | Henri Laaksonen Luca Margaroli              | 4–6, 6–4, [10–8]    |
| 3.  | 22.09.2018              | Challenger Pulcra Lachiter Biella | Tierra batida | Fabrício Neis        | Rameez Junaid Purav Raja                    | 6–4, 6–4            |
| 4.  | 13.10.2018              | Challenger de Barcelona           | Tierra batida | Marcelo Demoliner    | Rameez Junaid David Pel                     | 7–6(3), 6–3         |
| 5.  | 08.06.2019              | Challenger de Poznań              | Tierra batida | Andrea Vavassori     | Pedro Martínez Mark Vervoort                | 6–4, 6–7(4), [10–6] |
| 6.  | 05.10.2019              | Challenger de Barcelona           | Tierra batida | Simone Bolelli       | Sergio Martos Gornés Ramkumar Ramanathan    | 6–4, 7–5            |
| 7.  | 13.11.2020              | Challenger de Barcelona           | Dura (i)      | Luis David Martínez  | Szymon Walków Jan Zieliński                 | 6–4, 3–6, [10–8]    |
| 8.  | 11.09.2021              | Challenger de Sevilla             | Tierra batida | Mark Vervoort        | Javier Barranco Cosano Sergio Martos Gornés | 6–3, 6–7(7), [10–7] |
| 9.  | 16.10.2021              | Challenger de Alicante            | Dura          | Denys Molchanov      | Romain Arneodo Matt Reid                    | 6–4, 6–2            |
| 10. | 29.01.2022              | Challenger de Quimper             | Dura (i)      | Albano Olivetti      | Sander Arends David Pel                     | 3–6, 6–4, [10–8]    |
| 11. | 26.02.2022              | Challenger de Pau                 | Dura (i)      | Albano Olivetti      | Karol Drzewiecki Kacper Żuk                 | W/o                 |
| 12. | 15 de mayo de 2022      | Challenger de Burdeos             | Tierra batida | Rafael Matos         | Hugo Nys Jan Zieliński                      | 6-4, 6-0            |
| 13. | 7 de septiembre de 2024 | Challenger de Génova              | Tierra batida | Benjamin Hassan      | Romain Arneodo Théo Arribagé                | 6-4, 7-5            |
| 14. | 29 de marzo de 2025     | Challenger de Girona              | Tierra batida | Anirudh Chandrasekar | Grégoire Jacq Orlando Luz                   | 6-4, 6-4            |